# Журжинська волость
Журжинська волость — адміністративно-територіальна одиниця Звенигородського повіту Київської губернії з центром у селі Журжинці.
Станом на 1886 рік складалася з 6 поселень, 11 сільських громад. Населення — 8183 особи (4091 чоловічої статі та 4092 — жіночої), 1074  дворових господарства.
|                     | Площа, десятин | У тому числі орної, дес. |
| ------------------- | -------------- | ------------------------ |
| Сільських громад    | 4544           | 3309                     |
| Приватної власності | 5829           | 3084                     |
| Іншої власності     | 216            | 161                      |
| Загалом             | 10589          | 6554                     |

Поселення волості:
- Журжинці — колишнє власницьке село за 40 верст від повітового міста, 2133 особи, 257 дворів, православна церква, школа, постоялий будинок. За 8 верст — цегельний завод. За 8 верст — кісткопальний і бурякоцукровий завод із механічними майстернями.
- Гута — колишнє власницьке село, 355 осіб, 48 дворів, кладовище, православна церква, школа.
- Почапинці — колишнє власницьке село, 1180 осіб, 181 двір, православна церква, школа, лікарня, 2 постоялих будинки.
- Хижинці — колишнє власницьке село, 1440 осіб, 193 двори, православна церква, каплиця, школа, 2 постоялих будинки.
- Шестеринці — колишнє власницьке село, 1083 особи, 160 дворів, православна церква, школа, 2 постоялих будинки, водяний млин.
- Щербашинці — колишнє власницьке село, 1380 осіб, 189 дворів, православна церква, 2 постоялих будинки, водяний млин.

Старшинами волості були:
- 1909—1912 роках — Георгій Павлович Балденко[2],[3],[4];
- 1913—1915 роках — Матвій Степанович Бутенко[5],[6].